# Aloe munchii
Aloe munchii är en grästrädsväxtart som beskrevs av Hugh Basil Christian. Aloe munchii ingår i släktet Aloe och familjen grästrädsväxter. Inga underarter finns listade i Catalogue of Life.

## Bildgalleri

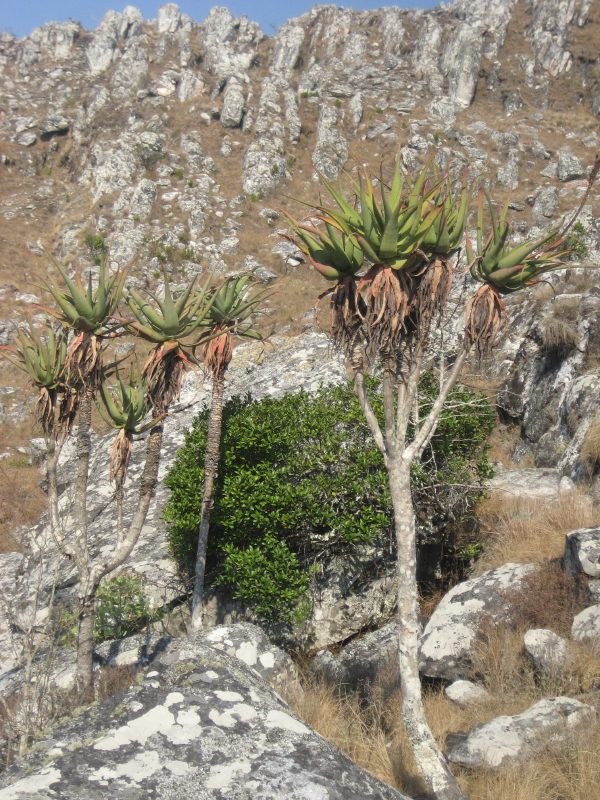
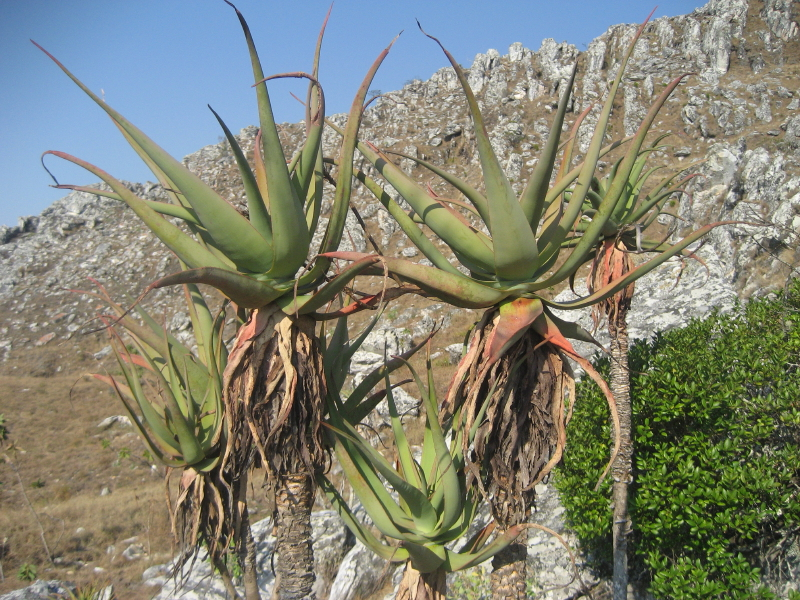
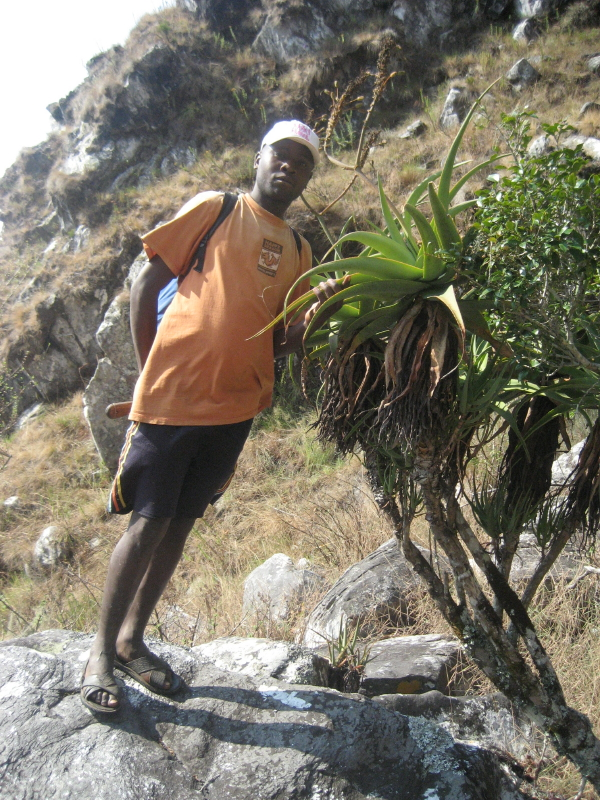
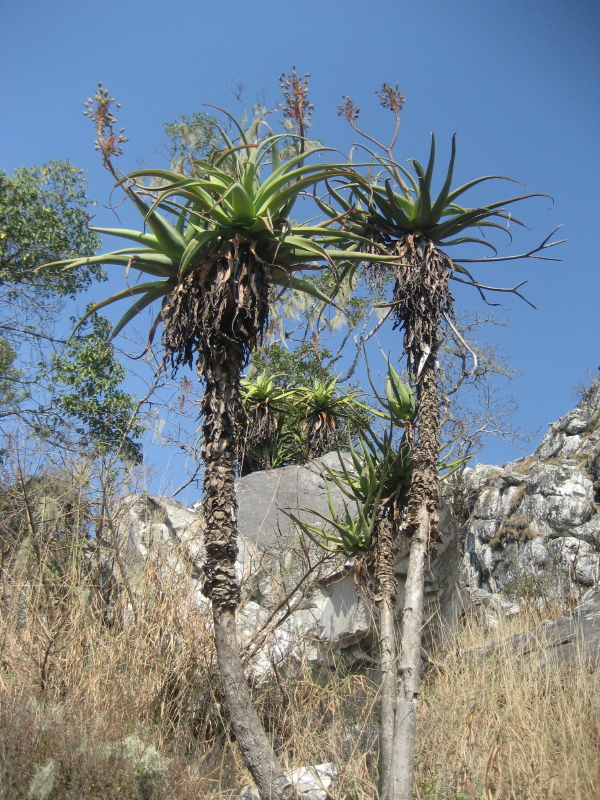